# Zdzisław Pidek
Zdzisław Pidek (ur. 16 maja 1954 w Bychawie, zm. 12 kwietnia 2006 w Gdańsku) – polski rzeźbiarz, profesor Akademii Sztuk Pięknych w Gdańsku.

## Życiorys
Ukończył Państwowe Liceum Sztuk Plastycznych w Nałęczowie. Studiował na Wydziale Rzeźby Państwowej Wyższej Szkoły Sztuk Plastycznych w Gdańsku, dyplom w pracowni profesora Franciszka Duszeńki. Od 1980 roku wykładowca Akademii Sztuk Pięknych w Gdańsku, gdzie od 1990 roku kierował Pracownią Podstaw Rzeźby dla Wydziału Malarstwa i Grafiki. Od 1996 kierował Pracownią Podstaw Projektowania Plastycznego Wydziału Rzeźby.
Udział w około 20 wystawach, wiele nagród i wyróżnień, między innymi:
1995 roku Międzynarodowy konkurs na koncepcje polskich cmentarzy wojennych w Katyniu, Miednoje i Charkowie, Warszawa – nagroda realizacyjna (z zespołem). W 1997 roku Międzynarodowy konkurs na upamiętnienie terenu byłego hitlerowskiego obozu zagłady Żydów w Bełżcu – nagroda realizacyjna (z zespołem).
W 2004 Zdzisław Pidek wraz z Andrzejem Sołygą i Marcinem Roszczykiem otrzymali Nagrodę Specjalną w konkursie Nagroda Roku SARP 2004 za założenie pomnikowe na terenie byłego hitlerowskiego obozu zagłady w Bełżcu.
Zrealizowane: 2000 r. Polskie Cmentarze Wojenne w Katyniu (Polski Cmentarz Wojenny w Katyniu), Miednoje (Polski Cmentarz Wojenny w Miednoje) i Charkowie (Cmentarz Ofiar Totalitaryzmu w Charkowie). 2004 r. Pomnik-Cmentarz w Bełżcu. Swoje prace prezentował na wielu wystawach indywidualnych i zbiorowych.